# Parornix bifurca
Parornix bifurca is een vlinder uit de familie mineermotten (Gracillariidae). De wetenschappelijke naam is voor het eerst geldig gepubliceerd in 1998 door Triberti.
De soort komt voor in Europa.